# Malthonica tyrrhenica
Malthonica tyrrhenica là một loài nhện trong họ Agelenidae.
Loài này thuộc chi Malthonica. Malthonica tyrrhenica được Raymond Comte de Dalmas miêu tả năm 1922.